# El Pont de Bar
El Pont de Bar ist eine Gemeinde (municipi) mit 165 Einwohnern (Stand: 2024) in der Provinz Lleida in der Autonomen Region Katalonien. Neben dem Hauptort El Pont de Bar besteht die Gemeinde aus den Ortschaften Ardaix, els Arenys, Aristot, Bar, els Banys de Sant Vicenç, Castellnou de Carcolze und Toloriu.

## Lage
El Pont de Bar liegt in den Bergen der südlichen Pyrenäen in einer durchschnittlichen Höhe von ca. 860 m am Segre, der die Gemeinde durchquert. El Pont de Bar liegt etwa 110 Kilometer nordnordöstlich von Lleida.

## Geschichte
1982 kam es zu einer Überschwemmung des Segre, bei der der Ort El Pont de Bar nahezu vollständig zerstört wurde. Er wurde etwas höhergelegen dann wieder aufgebaut. Die Gemeinde trug bis 1989 den Namen Aristot-Toloriu. 

## Bevölkerungsentwicklung
| Jahr      | 1970 | 1981 | 1990 | 2001 | 2011 | 2021 |
| Einwohner | 275  | 167  | 169  | 163  | 190  | 174  |

## Sehenswürdigkeiten

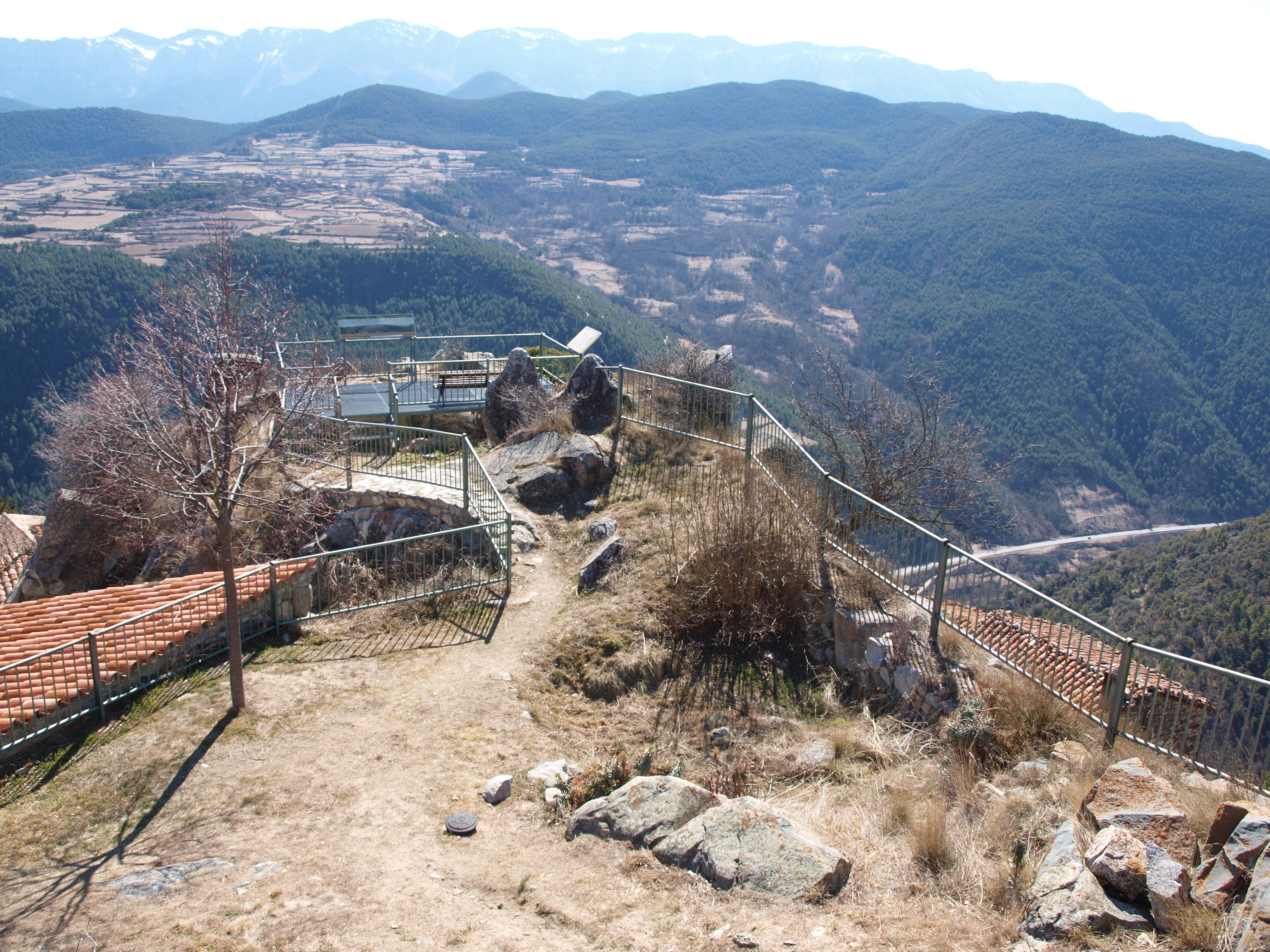
Burgruine von Aristot
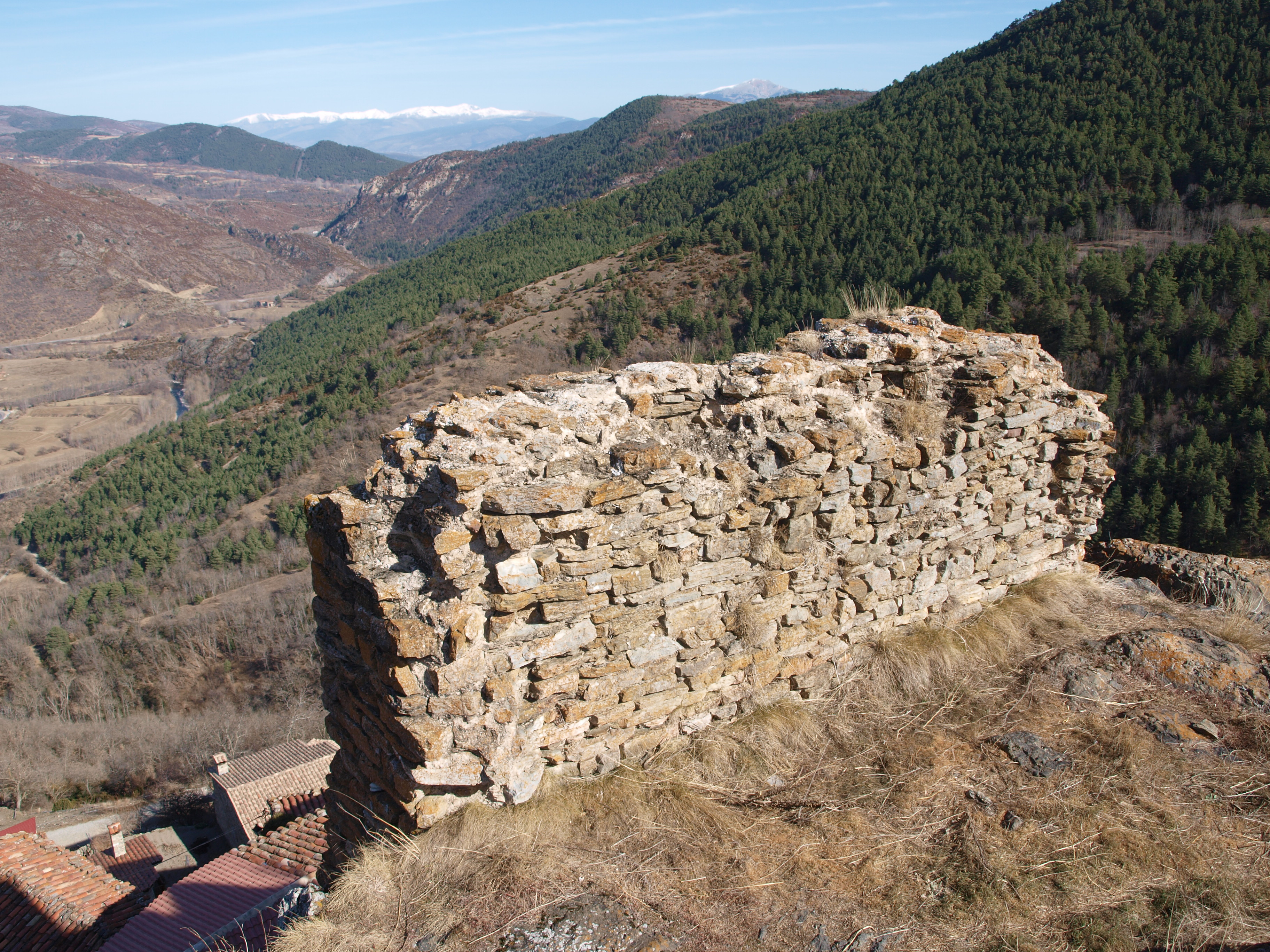
Burgruine von Bar
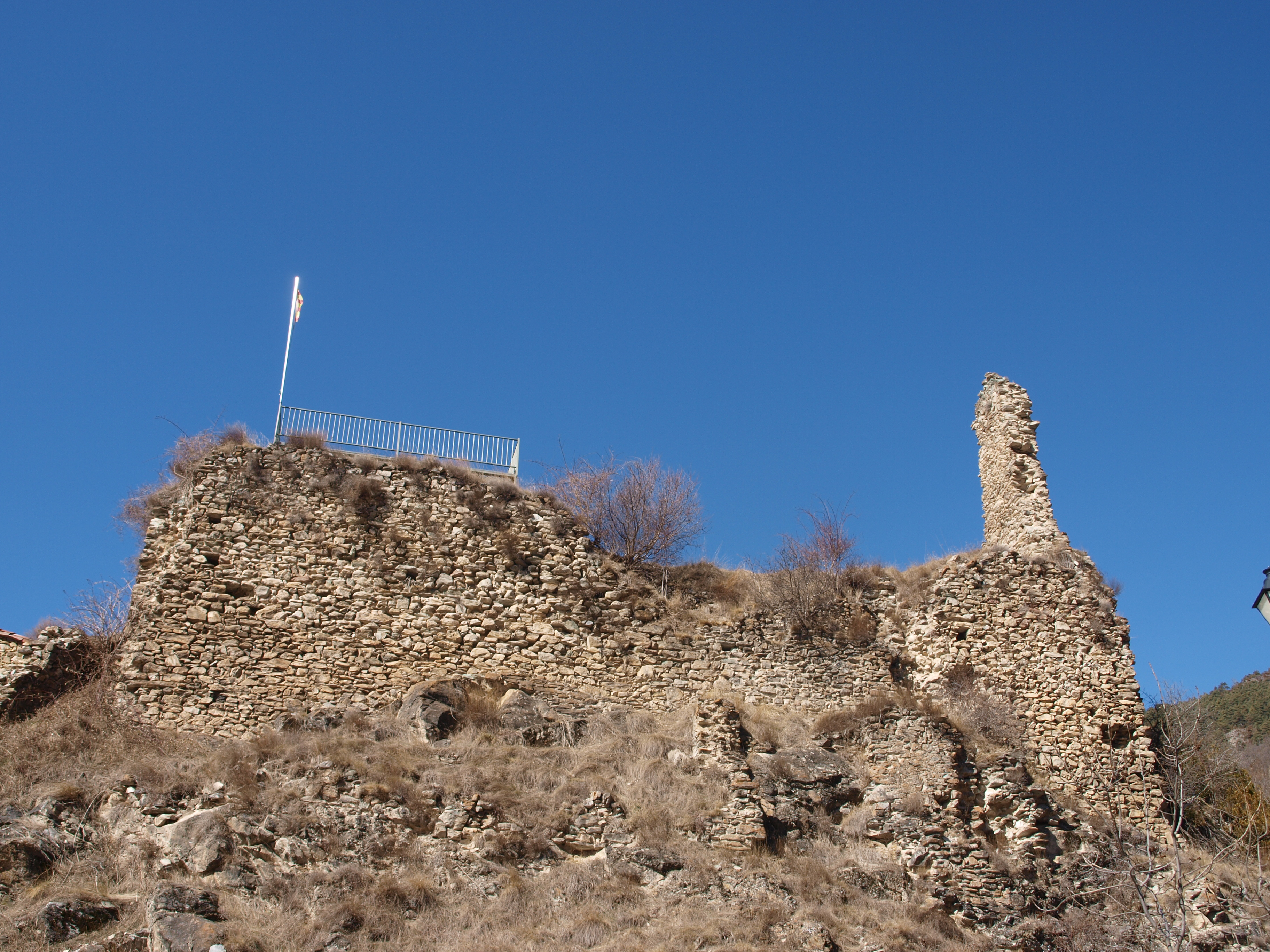
Burgruine von Carcolze
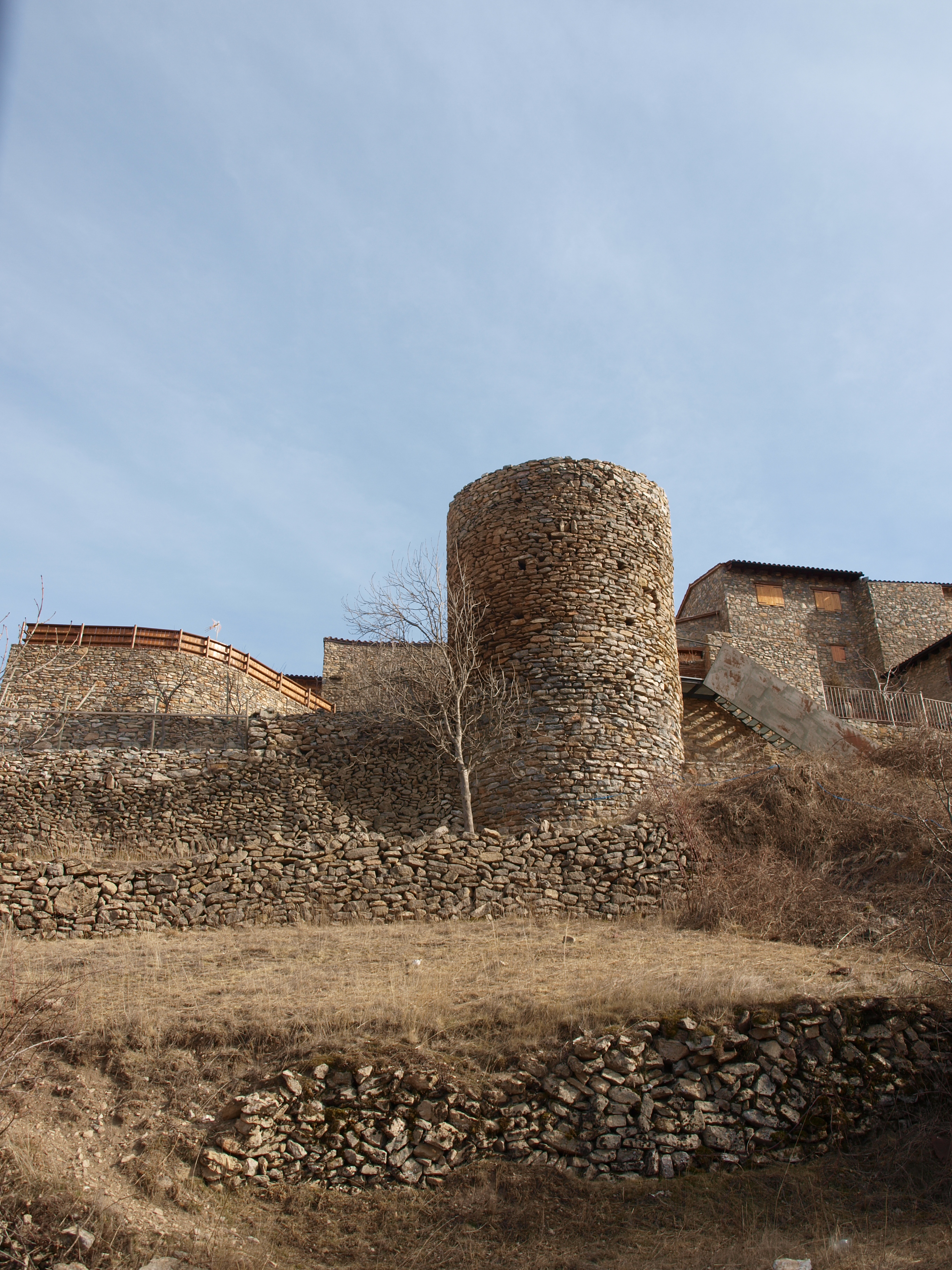
Burganlage von Toloriu
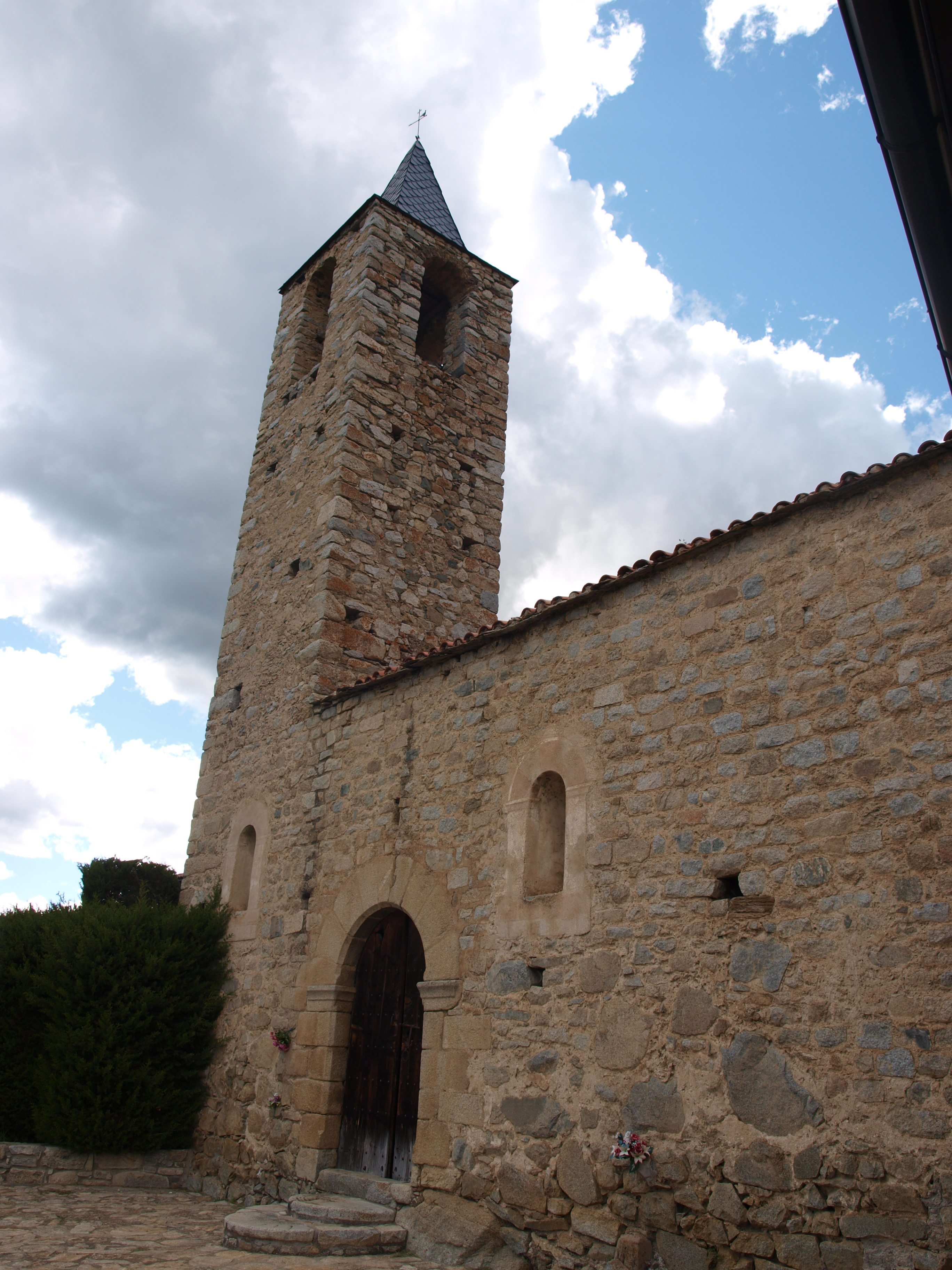
Andreaskirche von Aristot
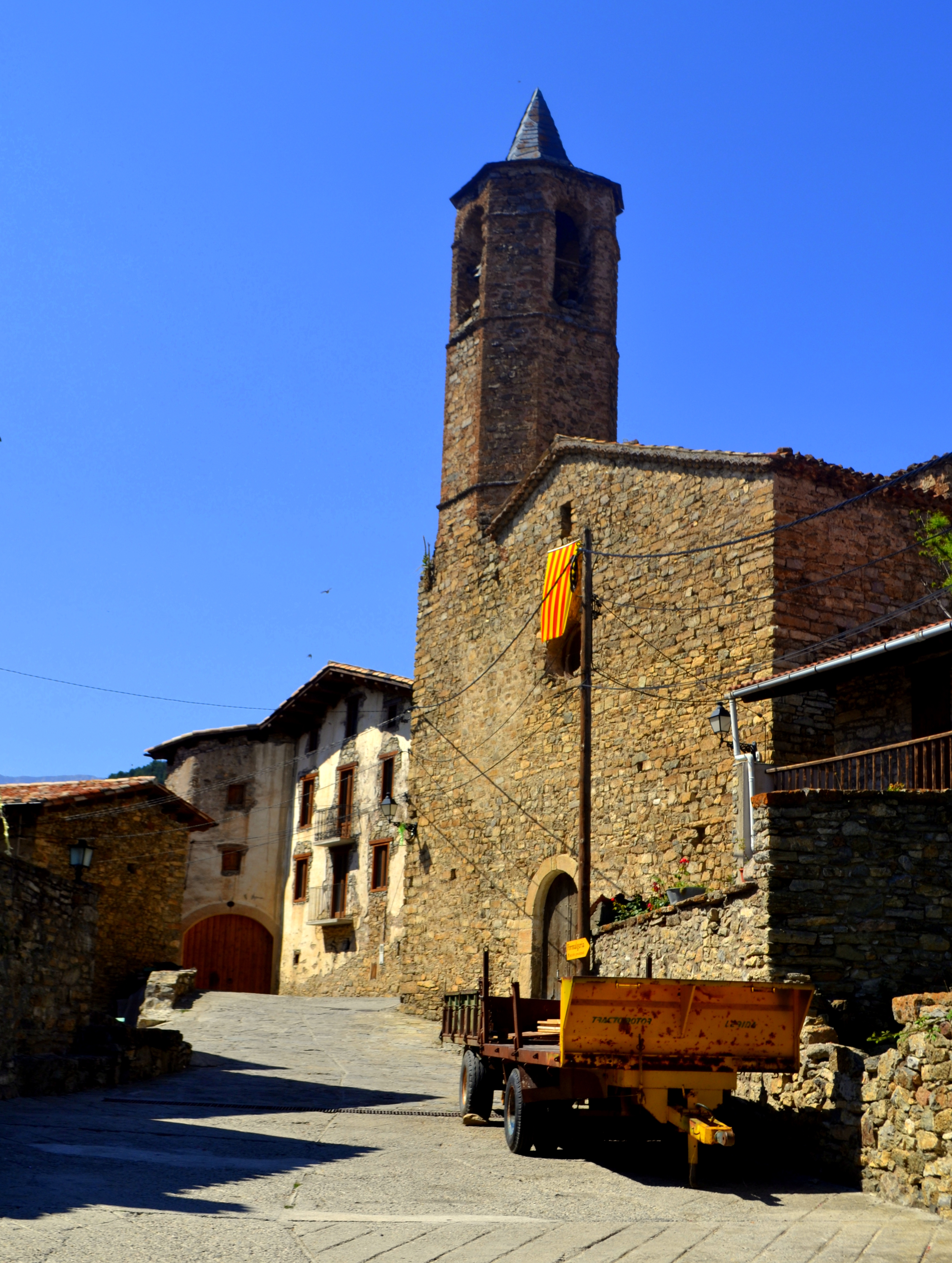
Stephanuskirche
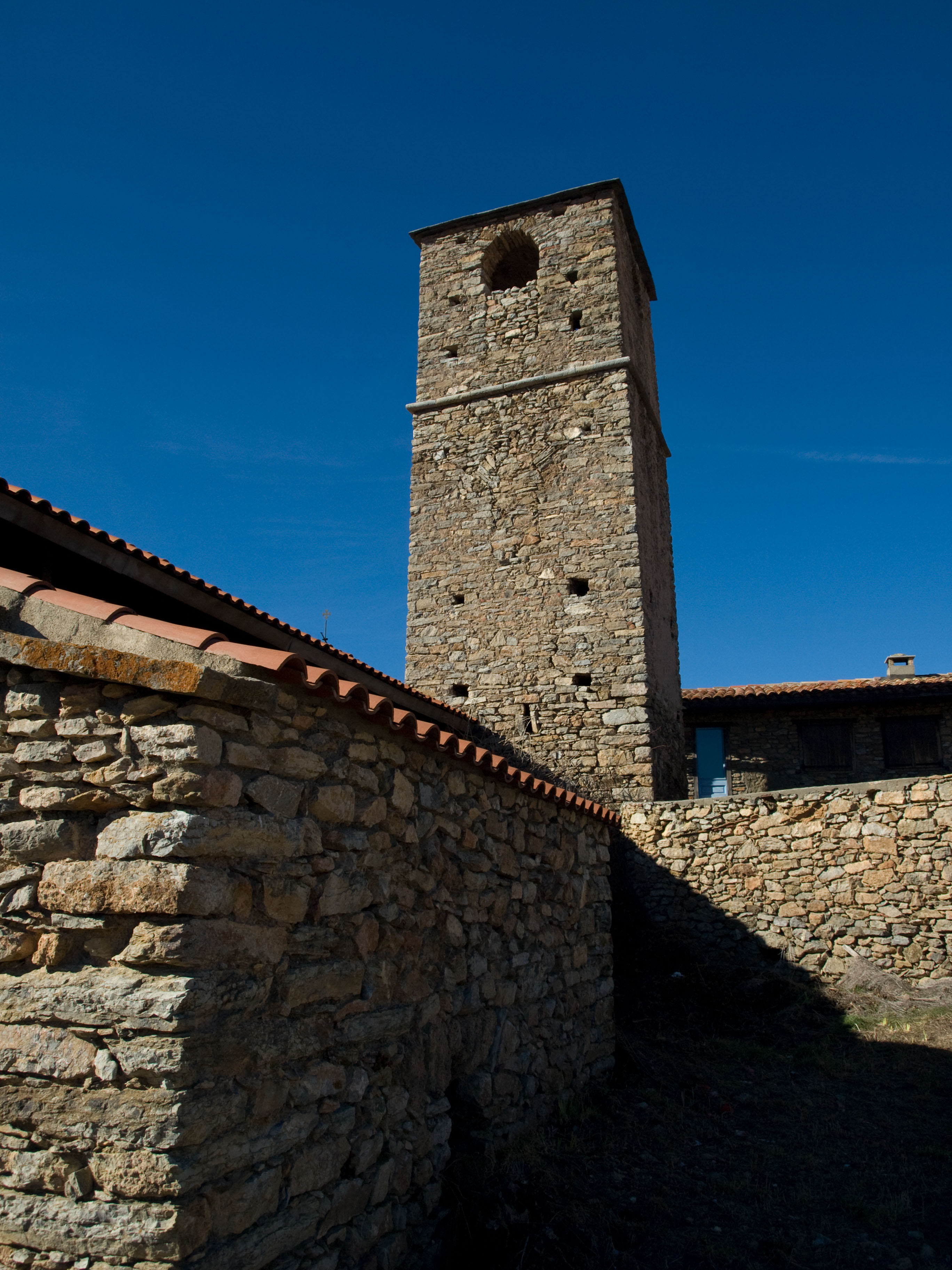
Jakobuskirche
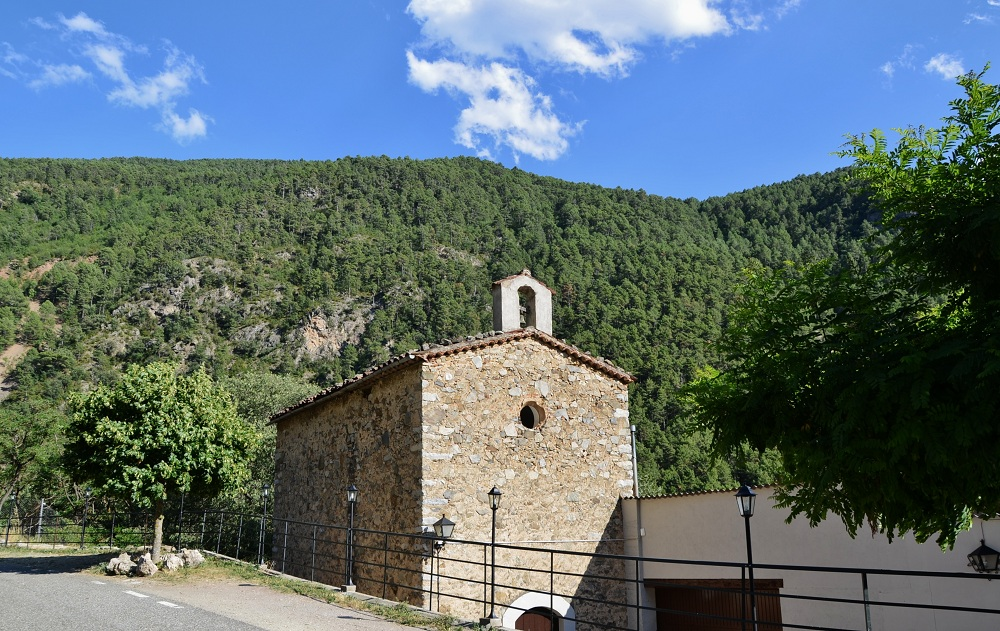
Vinzenzkapelle

- Stephanuskirche von Bar
- Jakobuskirche von Toloriu
- Vinzenzkapelle von El Pont de Bar
- Weinbaumuseum

- Burgruine von Aristot
- Burgruine von Bar
- Burgruine von Carcolze
- Burganlage von Toloriu
- Andreaskirche von Aristot
- Stephanuskirche
- Jakobuskirche
- Vinzenzkapelle